# Volby prezidenta Francie 2017
Volby prezidenta Francie v roce 2017 (francouzsky L'élection présidentielle française de 2017) se konaly přibližně po pěti letech od voleb v roce 2012 a nový prezident se volil opět na pětileté funkční období, tedy na léta 2017–2022. První kolo voleb se konalo 23. dubna 2017, druhé kolo voleb proběhlo 7. května 2017. Z prvního kola postoupili Emmanuel Macron a Marine Le Penová. Vítězem druhého kola se ziskem 66,10 % hlasů stal Macron, čímž se stal francouzským prezidentem. Ze 47 milionů registrovaných voličů se k druhému 25,38 % nedostavilo, rekordních 11,5 procent odevzdaných hlasů bylo buď prázdných, nebo poškozených. Volby byly doprovázeny fake news.
Tyto prezidentské volby jsou také prvními volbami, ve kterých v otevřených primárkách byli zvoleni kandidáti ze středolevice i ze středopravice. Prezidentské volby byly následovány legislativními volbami, kde byli voleni členové Národního shromáždění 11. a 18. června.

## Kandidáti
Vládnoucí prezident François Hollande, zvolený v roce 2012 jako kandidát Socialistické strany, ohlásil na začátku prosince 2016 rozhodnutí v dalších volbách nekandidovat. Socialistická strana vybrala jako svého kandidáta bývalého ministra školství Benoîta Hamona. Pravicoví Republikáni zvolili za svého kandidáta Françoise Fillona, který v druhém kole primárek koncem listopadu 2016 porazil Alaina Juppého a stal se favoritem volby, ale dostihl jej skandál ohledně jeho manželky fiktivně placené jako jeho poradkyně. Dobré šance na zvolení byly přisuzovány i pravicové Marine Le Penové kandidující za Národní frontu. Za černého koně voleb začal být označován mladý středolevicový Emmanuel Macron, kandidát nového hnutí En Marche! Posledním ze čtveřice kandidátů, kteří měli podle průzkumů reálnou šanci na postup do druhého kola, byl krajně levicový Jean-Luc Mélenchon. Předvolební odhady se potvrdily v prvním kole voleb, kdy tato čtveřice se ziskem kolem 20 a více procent hlasů výrazně uspěli před ostatními kandidáty.
Do druhého kola postoupil Emmanuel Macron a Marine Le Penová. Je to poprvé v historii páté republiky, kdy nepostoupil kandidát tradiční levicové nebo pravicové strany, také jejich společný podíl voličských hlasů (okolo 26 %) byl historicky nejnižší.

## Výsledky

### První kolo

Výsledky prvního kola podle departementů
Emmanuel Macron
Marine Le Penová
François Fillon
Jean-Luc Mélenchon

| První kolo 23. dubna 2017 | První kolo 23. dubna 2017 | První kolo 23. dubna 2017 | První kolo 23. dubna 2017      | První kolo 23. dubna 2017 | První kolo 23. dubna 2017 |
| Místo                     | Kandidát                  | Obrázek                   | Strana                         | Hlasů                     | Procent                   |
| ------------------------- | ------------------------- | ------------------------- | ------------------------------ | ------------------------- | ------------------------- |
| 1.                        | Emmanuel Macron           |                           | En Marche!                     | 8 657 326                 | 24,01 %                   |
| 2.                        | Marine Le Penová          |                           | Národní fronta                 | 7 679 493                 | 21,30 %                   |
| 3.                        | François Fillon           |                           | Republikáni                    | 7 213 797                 | 20,01 %                   |
| 4.                        | Jean-Luc Mélenchon        |                           | Nepoddajná Francie             | 7 060 885                 | 19,58 %                   |
| 5.                        | Benoît Hamon              |                           | Socialistická strana           | 2 291 565                 | 6,36 %                    |
| 6.                        | Nicolas Dupont-Aignan     |                           | Vzhůru republiko               | 1 695 186                 | 4,70 %                    |
| 7.                        | Jean Lassalle             |                           | Résistons!                     | 435 365                   | 1,21 %                    |
| 8.                        | Philippe Poutou           |                           | Nová antikapitalistická strana | 394 582                   | 1,09 %                    |
| 9.                        | François Asselineau       |                           | Lidová republikánská unie      | 332 588                   | 0,92 %                    |
| 10.                       | Nathalie Arthaudová       |                           | Dělnický boj                   | 232 428                   | 0,64 %                    |
| 11.                       | Jacques Cheminade         |                           | Solidarita a pokrok            | 65 598                    | 0,18 %                    |

### Druhé kolo

Výsledky druhého kola podle departementů
Emmanuel Macron
Marine Le Penová

| Druhé kolo 7. května 2017 | Druhé kolo 7. května 2017 | Druhé kolo 7. května 2017 | Druhé kolo 7. května 2017 | Druhé kolo 7. května 2017 | Druhé kolo 7. května 2017 |
| Místo                     | Kandidát                  | Obrázek                   | Strana                    | Hlasů                     | Procent                   |
| ------------------------- | ------------------------- | ------------------------- | ------------------------- | ------------------------- | ------------------------- |
| 1.                        | Emmanuel Macron           |                           | En Marche!                | 20 753 798                | 66,10 %                   |
| 2.                        | Marine Le Penová          |                           | Národní fronta            | 10 644 118                | 33,90 %                   |